# Akafist

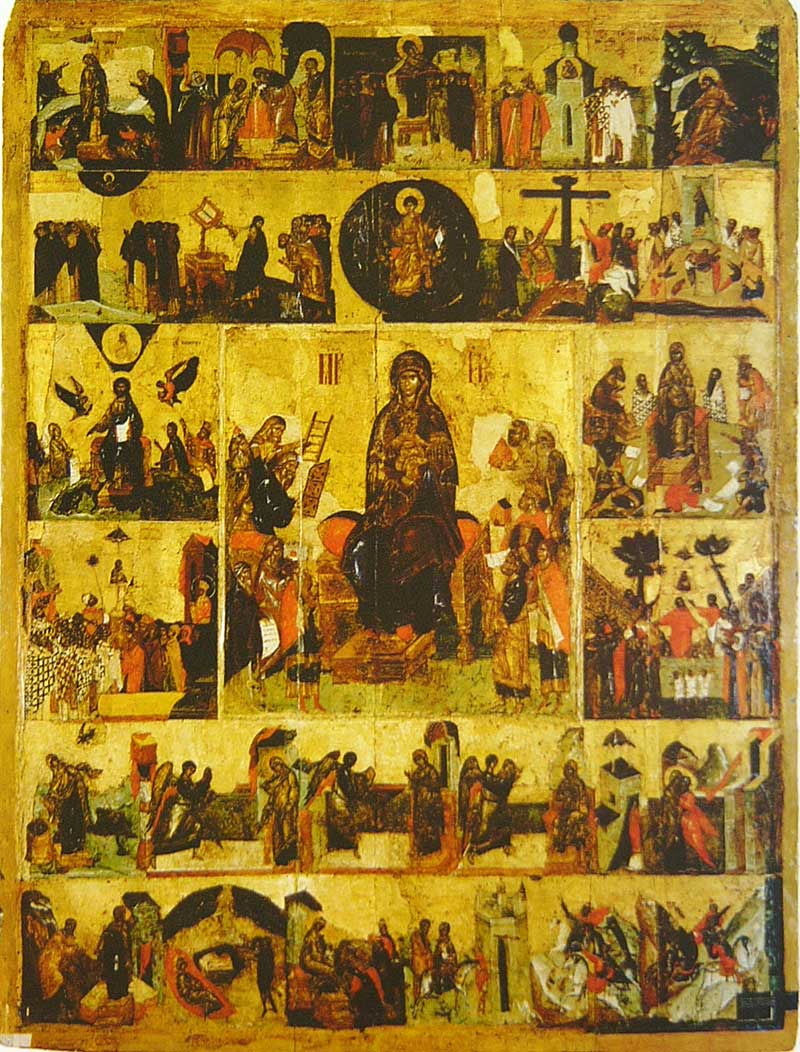
Ikona "Oslava Bohorodičky akafistem" ze 14. století

Akafist, též Akathist nebo Akathistos (řecky Ακάθιστος – nesedící, tj. zpívaný v stoje) je ve východním ritu liturgický hymnus o zvláštní struktuře. V západní liturgické tradici jsou mu blízké litanie. Ve východní liturgii má akafist významnou úlohu.

## Charakteristika
Akafist se skládá z třinácti krátkých kondaků (též kontakion), končících zvoláním „Aleluja“, dvanácti delších iků (ikos, též oikos), končících opakujícím se „Raduj se...“ (řecky „Cherete“). Jedná se o formy byzantské duchovní poezie. Po nich pak následují závěrečné modlitby. Kondaky jsou delší básnické pasáže, které zpravidla končí zvoláním "aleluja", zatímco iky jsou litanické série zvolání. 
V řeckém originále začínají jednotlivé sloky postupně podle písmen abecedy (tzv. akrostich). Přitom v první půli se opěvují historické biblické události, zatímco od 7. ikosu mají verše dogmaticko-asketický charakter.
Všechny kondaky a všechny iky většinou končí stejnými slovy, jakýmsi refrénem (v mariánském akafistu: Raduj se, nevěsto nesnoubená). Třináctý kondak se opakuje třikrát, po něm znovu následuje první ikos a první kondak, případně následuje ještě závěrečná modlitba.
Nejznámějším a nejstarším akafistem je Mariánský akafist, oslavující zvěstování Panny Marie, narození Krista a další novozákonní události. Mariánský akafist vznikl v 6. století a je velmi oceňován i pro svou básnickou hodnotu. Existuje ale i mnoho jiných modliteb, utvořených v této formě, např. Akafist Ježíši nejsladšímu, Kristovu vzkříšení, akafisty k různým svatým, akafist kajícný a tak dále.
Označení akafist se používá také pro ikony, před nimiž se akafist modlí.